# 休休尼人
休休尼（Shoshone）(i/ʃoʊˈʃoʊniː/ or i/ʃəˈʃoʊniː/) 是個曾經活躍於北美洲美國西部與墨西哥北部的大部族，分為三大部落；本族語言是休休尼語。此語屬猶他－阿茲提克語系中的Numic語。
休休尼人早期偶爾被歐洲裔的獵人、旅人、移民等稱為「蛇－印地安人」（Snake Indians）
北休休尼人聚居於愛達荷州東部、懷俄明州西部，和猶他州北部；居於帳篷，騎馬、獵水牛。
東休休尼人則居於懷俄明州、科羅拉多州北部，和蒙大拿州。1750年以後，由於與他族戰爭和壓力之故，被迫向南和西遷。部份族人甚至南抵德克薩斯州，成為科曼奇人。
西休休尼人則分布於奧勒岡州、愛達荷州西部；自愛達荷州中部、猶他州西北部，至內華達州中部，皆有西休休尼人的活動蹤跡；加利福尼亞州亦然。其中愛達荷州的西休休尼人，被稱為「食羊人」；居於內華達州和猶他州者，被稱為「食香蒲人」；而居於加利福尼亞者，則定居於今日的加州東部的山谷地區，在當地有聯邦政府劃定認可的生活保護區。西休休尼人居於無頂的棚屋裡；他們在傳統上，以獵鳥、魚和兔子為生。

## 延伸阅读
- Gould, Drusilla & Loether, Christopher. . University of Utah Press. 2002  [2013-07-20]. ISBN 9780874807295. （原始内容存档于2020-05-27）.
- Bial, Raymond|The Shoshone （页面存档备份，存于）

## 外部連結
- Northern Shoshoni treaties Archive.today的存檔，存档日期2013-04-15
- Ely 休休尼保護區
- 路易斯和克拉克遇見休休尼人 （页面存档备份，存于）
- The Sheepeaters